# クラロン
株式会社クラロンは、日本・福島県福島市に拠点を置く衣服・その他の繊維製品製造・販売メーカー。

## 概要
株式会社クラロンは1956(昭和31)年、田中善六と、その妻である須美子(現会長)が、メリヤス肌着の会社を社員ごと引き取り、福島県福島市で創立した。
2016年で創業60年。1964年の東京オリンピックを機に「これからはスポーツ衣料の時代になる」と、事業の中心を肌着からスポーツ衣料に移した。
現在は東北や新潟、栃木、茨城などの幼稚園、小学校、中学校、高等学校、福祉施設など約1,200の学校・施設に、運動着や介護衣料などを納めている。
経営方針は「すべての人が望む健康づくりのため、スポーツウェア製造を通じ、社会に貢献できる会社を目指す。ユーザーの立場に立って研究開発に努めた製品を廉価に提供することによって、学校教育やスポーツの発展に寄与する」としている。
創立当時の従業員は7名。そのうち3名は障がい者だった。1969年、中学校の教師から「知的障がいのある子を採用してくれないか」と依頼を受け、数人を雇用した。現在(2016年3月末時点)の社員は134名、そのうち障がい者は36名いる。障害者雇用率は35.1%で、福島県内トップの実雇用率である。
社員の定年は65歳としているが、希望すれば延長することができる。。現在(2016年3月末時点)は60歳以上の従業員が20名に上る。最高齢は80歳の女性営業課長。管理職の半分以上を女性が占めているのも特長である。

## 沿革
- 1956年(昭和31年)2月 - 田中善六と、その妻である須美子(現会長)が、メリヤス肌着の会社を社員ごと引き取り、福島県福島市で創立。当時の従業員は7名で、そのうち3名が障がい者だった。[6]

- 1959年(昭和34年)2月 - 社名を「綿メリヤス」から「クラロンメリヤス」に変更。倉敷紡績の糸と、鐘渕化学のカネカロンという糸を使っていたので、「倉(クラ)」と「ロン」を組み合わせて、「クラロン」と名づける。[6]
- 1964年(昭和39年) - 東京オリンピックを前にスポーツウェア作りを始める。[2]

## 表彰歴
- 1972年(昭和47年) 心身障害者雇用にて労働大臣感謝状を受賞。
- 1978年(昭和53年) 生産動態統計調査協力にて通商産業大臣賞を受賞。
- 1979年(昭和54年) 勤労統計調査協力にて労働大臣賞を受賞。
- 1983年(昭和58年) 高齢者雇用にて労働大臣賞を受賞。
- 1992年(平成4年)  障害者福祉向上にて内閣総理大臣賞を受賞。
- 2006年(平成18年) 体育連盟振興功労にて日本中学校体育連盟会長感謝状を受賞。
- 2006年(平成18年) 勤労統計調査協力にて厚生労働大臣賞を受賞。
- 2012年(平成24年) 被災地の子供の学び支援にて文部科学省生涯学習政策局感謝状を受賞。
- 2015年(平成27年) 『日本でいちばん大切にした会社』大賞にて厚生労働大臣賞を受賞[7]。
- 2016年(平成28年) 新・ダイバーシティ経営企業100選に選ばれる[8]。
- 2017年(平成29年) 第49回「社会貢献者表彰」を受賞[9]。
- 2018年(平成30年) 「平成29年度 優良会員事業所表彰制度」(主催：福島商工会議所)地域貢献賞を受賞[10]。
- 2022年(令和4年)　厚生労働省　もにす認定企業　認定[11]。

## 関連書籍
- 坂本光司(著)『日本でいちばん大切にしたい会社5』あさ出版、2016年